# كسر الأمواج
كسر الأمواج (الإنجليزية: Breaking the Waves) فيلم درامي لعام 1996 من إخراج العبقري لارس فون ترايير وشارك في كتابته وبطولة إميلي واتسون. ويعد واحد من أهم الأفلام على الإطلاق، وهو الفيلم الأول في ثلاثية القلب الذهبي لـ تراير، والذي تتضمن أيضاً فيلم الحمقى لعام 1998 وفيلم راقصة في الظلام لعام 2000.
نظرًا لأن فيلم فون تريير الأول تم إنتاجه بعد تأسيسه لحركة دوغما 95 ، فقد تأثر بشدة بأسلوب الحركة وروحها، على الرغم من أن الفيلم يكسر العديد من القواعد التي وضعها بيان الحركة. تم وصف فيلم كسر الأمواج بأنه «ربما كان الفيلم الأكثر شهرة لفون ترير»، وقد فاز بالعديد من الجوائز، بما في ذلك الجائزة الكبرى في مهرجان كان السينمائي عام 1996. لاقى الفيلم استحسانًا كبيرًا، حيث نال أداء واتسون استحسانًا بالإضافة إلى ترشيحه لجائزة الأوسكار لأفضل ممثلة.

## القصة
بيس ماكنيل امرأة اسكتلندية شابة وجميلة، تعرضت في الماضي لـ «علاج» نفسي غير مستنير. تزوجت من عامل الحفر يان نيمان، وهو دنماركي لا يرتاد الكنيسة، على الرغم من رفض مجتمعها وكنيستها الاسكتلندية الحرة الكالفينية المشيخية. تتمتع بيس بثبات ونقاء القلب، لكنها بسيطة جدًا وشبيهة بمعتقداتها. خلال زياراتها المتكررة للكنيسة، تصلي إلى الله وتجري محادثات معه بصوتها، معتقدة أنه يستجيب مباشرة من خلالها.
يواجه بيس صعوبة في العيش بدون جان عندما يكون بعيدًا على منصة النفط. يقوم جان بإجراء مكالمات هاتفية من حين لآخر مع بيس يعبرون فيها عن حبهم ورغباتهم الجنسية. يكبر «بيس» محتاجًا ويصلي من أجل عودته الفورية. في اليوم التالي، أصيب جان بجروح بالغة في حادث صناعي وعاد إلى البر الرئيسي. تعتقد بيس أن صلاتها كانت سبب وقوع الحادث، وأن الله كان يعاقبها على أنانيتها في مطالبته بإهمال وظيفته والعودة إليها. لم يعد قادرًا على الأداء الجنسي والعقلي المتأثر بالشلل، يطلب جان من بيس العثور على حبيب. دمر بيس وعواصف. ثم حاول جان الانتحار وفشل. فقد وعيه وأُعيد نقله إلى المستشفى.
تدهور حالة جان. يحث بيس على إيجاد حبيب آخر وإخباره بالتفاصيل، حيث سيكون الأمر كما لو كانا معًا وسيعملان على تنشيط معنوياته. على الرغم من أن أخت زوجها دودو تطمئنها باستمرار أن لا شيء تفعله سيؤثر على شفائه، تبدأ بيس في الاعتقاد بأن هذه الاقتراحات هي إرادة الله ووفقًا لحب جان تمامًا. على الرغم من النفور والاضطراب الداخلي الذي تعيشه مع رجال آخرين، إلا أنها تثابر على تحطيمها الجنسي لأنها تعتقد أن ذلك سينقذ زوجها. تلقي بيس نفسها على طبيب جان، ولكن عندما رفضها، أخذت تلتقط الرجال من الشارع وتسمح لنفسها بالتعرض لمعاملة وحشية في لقاءات جنسية قاسية بشكل متزايد. القرية بأكملها مخيفة بسبب هذه الأفعال، وبس مطرود كنسياً. في مواجهة طردها من كنيستها، تعلن، «لا يمكنك أن تحب الكلمات. لا يمكنك أن تحب الكلمة. يمكنك فقط أن تحب الإنسان».
يتفق طبيب دودو وجان على أن الطريقة الوحيدة للحفاظ على أمان بيس هي التزامها، وبعيدًا عن زوجها قدر الإمكان. عندها قررت بيس أن تقدم ما تعتقد أنه التضحية القصوى لـ جان: إنها تذهب بلا تردد إلى سفينة مهجورة مليئة بالبحارة الهمجيين، الذين اغتصبوها بعنف واعتدوا عليها، مما تسبب في وفاتها. ترفض الكنيسة إقامة جنازة لها، معتبرةً أن روحها ضائعة وموجودة في الجحيم. دون علم شيوخ الكنيسة، استبدل جان وأصدقاؤه أكياس الرمل بجسد بيس داخل التابوت المختوم. ظهر جان في وقت لاحق، وقد استعاد صحته بشكل كبير على الرغم من أن الأطباء لم يعتقدوا أنه من الممكن، دفن بيس في المحيط، في حزن عميق. ينتهي الفيلم بواقعية سحرية حيث لا يمكن رؤية جسد بيس في أي مكان على السونار، وأجراس الكنيسة تدق من أعلى السماء.

## وصلات الخارجية
كسر الأمواج على imdb